# Bezvodița
Bezvodița (în bulgară Безводица, în română Susuchioi) este un sat în comuna Balcic, regiunea Dobrici, Dobrogea de Sud, Bulgaria.
Între anii 1913-1940 a făcut parte din plasa Casim a județului Caliacra, România.

## Demografie
Componența etnică a satului Bezvodița
     Bulgari (68,33%)
     Romi (3,05%)
     Turci (23,88%)
     Nicio identificare (4,72%)
La recensământul din 2011, populația satului Bezvodița era de 360 locuitori. Din punct de vedere etnic, majoritatea locuitorilor (68,33%) erau bulgari, existând și minorități de turci (23,88%) și romi (3,05%). Pentru 4,72% din locuitori nu este cunoscută apartenența etnică.